# Flerovium
Flerovium (symbool: Fl) is een scheikundig element met atoomnummer 114. Het werd voor het eerst geproduceerd door wetenschappers die werkzaam waren bij het Flerov Laboratorium van het Gezamenlijk Instituut voor Kernonderzoek in Doebna, Rusland in 1998. Ze schoten calciumatomen tegen plutoniumatomen aan. Het resultaat was een enkel atoom flerovium-289, een isotoop met een halveringstijd van ongeveer 21 seconden. Dit bleek de stabielste fleroviumisotoop te zijn. Onder invloed van α-straling vervalt het tot copernicium-285.
In 2009 heeft de groep van Nitsche (University of California in Berkeley) de vorming van flerovium uit calcium-48 en plutonium-242 bevestigd. Op 30 mei 2012 werd de naam flerovium door de IUPAC erkend als officiële naam voor de tot dan toe voorlopige systematische naam ununquadium (Uuq). Het element werd genoemd naar de Russische kernfysicus Georgi Flerov.
Doordat slechts enkele fleroviumatomen zijn geproduceerd, kent het element geen toepassingen buiten het standaard wetenschappelijk onderzoek.

## Gezondheidseffecten
Omdat flerovium zo instabiel is, wordt elke hoeveelheid die wordt gevormd zo snel afgebroken in andere elementen dat er geen mogelijkheid is om gezondheidseffecten van dit element te achterhalen.

## Milieu-effecten
Vanwege de extreem korte halveringstijd van flerovium (ongeveer 21 seconden), is er geen mogelijkheid om de effecten van flerovium op het milieu te bestuderen.